# The 13th Floor
The 13th Floor är det norska gothic metal-bandet Sirenias fjärde studioalbum, utgivet 2009 av skivbolaget  Nuclear Blast. Albumet är det första med den spanska sångaren Ailyn (Pilar Giménez García).

## Låtförteckning
1. "The Path to Decay" – 4:19
2. "Lost in Life" – 3:14
3. "The Mind Maelstrom" – 4:50
4. "The Seventh Summer" – 5:24
5. "Beyond Life's Scenery" – 4:35
6. "The Lucid Door" – 4:51
7. "Led Astray" – 4:37
8. "Winterborn 77" – 5:36
9. "Sirens of the Seven Seas" – 5:12

- Text & musik: Morten Veland

## Medverkande
Musiker (Sirenia-medlemmar)
- Morten Veland – sång, gitarr, keyboard, basgitarr, trummor, programmering
- Ailyn – sång

Bidragande musiker
- Jan Kenneth Barkved – sång (spår 9)
- Stéphanie Valentin – violin (spår 3, 7–9)
- Sandrine Gouttebel – kör
- Damien Surian – kör
- Mathieu Landry – kör
- Emmanuelle Zoldan – kör
- Emilie Lesbros – kör

Produktion
- Morten Veland – producent, ljudtekniker, ljudmix
- Terje Refsnes – ljudtekniker
- Tue Madsen – ljudmix, mastering
- Jan Yrlund – omslagskonst
- Emile M.E. Ashley – foto